# Vareilles (Saona y Loira)
 Vareilles  es una población y comuna francesa, en la región de Borgoña, departamento de Saona y Loira, en el distrito de Charolles y cantón de La Clayette.

## Demografía
| 298 | 297 | 324 | 288 | 244 | 216 |
| Para los censos de 1962 a 1999 la población legal corresponde a la población sin duplicidades (Fuente: INSEE [Consultar]) |     |     |     |     |     |